# Faerie Tale Theatre
Faerie Tale Theatre (també coneguda com a Shelley Duvall's Faerie Tale Theatre) és una sèrie de televisió d'antologia de contes de fades i drama fantàstic d'acció en directe de 27 episodis, que es va emetre originalment a Showtime des de l'11 de setembre de 1982 fins al 14 de novembre de 1987 . Es tracta d'un relat de 26 contes de fades, especialment els escrits pels germans Grimm, Charles Perrault i Hans Christian Andersen, un episodi addicional està basat en el poema "El flautista de Hamelin".
El 27è episodi va ser un episodi de reunió de repartiment i equip titulat "Grimm Party", en el qual a l'estil de conte de fades, celebrant la sèrie van assistir a una gala disfressats.
La sèrie segueix un estil similar a una sèrie anterior narrada per Shirley Temple, titulada Shirley Temple's Storybook, que es va emetre entre 1958 i 1961 i també va comptar amb nombroses estrelles de Hollywood en papers.

## Fons de la sèrie
L'actriu Shelley Duvall que va concebre la sèrie, va exercir de productora executiva i presentadora al costat dels productors associats Bridget Terry i Fred Fuchs, també va protagonitzar episodis i va ser narradora destacada, a més de proporcionar la veu de l'animatrònic Nightingale, a l'episodi de el mateix títol.
Els episodis van ser dirigits per Francis Ford Coppola, Ivan Passer, Emile Ardolino i Tim Burton, entre d'altres, i van comptar amb nombrosos intèrprets de Hollywood amb papers emblemàtics.
La sèrie va ser un dels primers exemples de programació original per cable, juntament amb Fraggle Rock de HBO.
La sèrie va ser seguida per altres tres antologies més curtes de menys èxit produïdes també per Duvall: Tall Tales & Legends (9 episodis), que segueix el mateix format que Faerie Tale Theatre i se centra en els contes populars clàssics americans, Nightmare Classics (4 episodis produïts del destinat 6), adreçat a un públic adult jove, i Bedtime Stories (12 episodis).
Duvall va començar la concepció del Faerie Tale Theatre mentre filmava la pel·lícula d'acció en viu de 1980 Popeye a Malta. Segons informa, li va demanar al seu coprotagonista, Robin Williams, la seva opinió sobre "El príncep granota", un conte de fades que estava llegint durant la producció. Williams va pensar que era divertit i més tard protagonitzaria l'episodi pilot homònim de la sèrie, escrit, narrat i dirigit per Eric Idle de Monty Python, que ell mateix apareixeria en el futur episodi "El flautista de Hamelin". Molts dels episodis produïts per Fred Fuchs en associació amb Duvall, van ser escrits per Rod Ash, Mark Curtiss, Maryedith Burrell i Robert C. Jones. Tots els episodis es van produir i rodar entre 1982 i 1985 i gravats en vídeo principalment als estudis de televisió ABC a Hollywood, Califòrnia.
Cada episodi començava amb Duvall presentant-se i donant una breu sinopsi del conte de fades a seguir. Cada episodi inclou adaptacions d'acció en directe, amb celebritats del món de l'actuació. Duvall apareix en tres episodis interpretant diversos personatges i en narra tres més.

## Episodis

### Primera Temporada (1982)
| Núm. total | Núm. de la temporada | Títol                                                        | Basat en        | Data d'emissió original | Codi de prod. |
| --- | -------------------- | ------------------------------------------------------------ | --------------- | ----------------------- | ------------- |
| 1 | 1                    | «The Tale of the Frog Prince "El conte del príncep granota"» | El rei granota  | 11 de setembre de 1982  | 101           |
| Una princesa mimada es veu obligada a complir la seva promesa a una granota parlant que és un príncep encantat quan recupera la seva bola d'or del fons d'un pou. Protagonitzada per Robin Williams com el príncep granota, Teri Garr com la princesa, René Auberjonois com el rei Ulrich, Candy Clark com la reina Gwynneth, Roberta Maxwell com la reina Beatrice i Griselda i Michael Richards com el rei Geoffrey. Narrat, escrit i dirigit per Eric Idle. |                      |                                                              |                 |                         |               |
| 2 | 2                    | «Rumpelstiltskin»                                            | Rumpelstiltskin | 16 d'octubre de 1982    | 102           |
| Un home petit ajuda la filla d'un moliner que es veu obligada a respondre per la història del seu pare que pot filar or de la palla. Protagonitzat per Ned Beatty com el rei, Shelley Duvall com la filla del moliner, Paul Dooley com el moliner, Jack Fletcher com el mag, Bud Cort com el page i Hervé Villechaize com Rumpelstiltskin. Escrit per Gerald Ayres. Dirigida per Emile Ardolino.                                                               |                      |                                                              |                 |                         |               |

### Segona Temporada (1983)
| Núm. total | Núm. de la temporada | Títol                                          | Basat en              | Data d'emissió original | Codi de prod. |
| --- | -------------------- | ---------------------------------------------- | --------------------- | ----------------------- | ------------- |
| 3 | 1                    | «Rapunzel»                                     | Rapunzel              | 5 de febrer de 1983     | 201           |
| Una nena bonica i jove anomenada Rapunzel és presa dels seus pares per una bruixa malvada i criada en una torre aïllada a la qual només s'hi pot accedir pujant-se pels seus cabells ros i llargs anormalment fins que un príncep guapo va allà per rescatar-la. Protagonitzada per Shelley Duvall com a Rapunzel i la mare de Rapunzel, Jeff Bridges com el príncep i el pare de Rapunzel, i Gena Rowlands com la bruixa. Narrat per Roddy McDowall. Escrit per David Wyles. Dirigida per Gilbert Cates. |                      |                                                |                       |                         |               |
| 4 | 2                    | «The Nightingale "El rossinyol"»               | El rossinyol          | 10 de maig de 1983      | 202           |
| Un emperador xinès troba la veritable amistat d'una donzella humil de cuina i d'un ocell senzill; tots dos valen més del que semblen. Amb Mick Jagger com a emperador, Barbara Hershey com a criada, Bud Cort com a mestre de música, Mako com a jardiner, Keye Luke com a metge imperial, Edward James Olmos com a primer ministre, Anjelica Huston com a Primrose i Jerry Hall com a Pansy. Narrat per Shelley Duvall (que també interpreta la veu del rossinyol). Escrit per Joan Micklin Silver. Dirigida per Ivan Passer.                                                                                   |                      |                                                |                       |                         |               |
| 5 | 3                    | «Sleeping Beauty La bella dorment»             | La bella dorment      | 7 de juliol de 1983     | 203           |
| Un príncep guapo a la recerca d'una princesa més coneguda com la Bella dorment es topa amb un llenyataire que li explica la història de la Bella dorment, la llegendària princesa dorment. Protagonitzada per Bernadette Peters com a Bella Dorment, Christopher Reeve com el príncep encantador, Beverly D'Angelo com Henbane la fada malvada, Carol Kane com la fada bona, George Dzundza com el llenyataire, Sally Kellerman com la reina Natasha, René Auberjonois com el rei Boris, Ron Rifkin l'escuder, i Richard Libertini com el rei Murray. Escrit per Jeffery Alan Fiskin. Dirigida per Jeremy Kagan. |                      |                                                |                       |                         |               |
| 6 | 4                    | «Jack and the Beanstalk Jack i la mongetera»   | Les mongetes màgiques | 8 de setembre de 1983   | 204           |
| Un nen somiador anomenat Jack un dia descobreix que els seus somnis han crescut a proporcions enormes. Protagonitzat per Dennis Christopher com a Jack, Elliott Gould com el gegant, Jean Stapleton com la geganta, Katherine Helmond com la mare de Jack i Mark Blankfield com l'home petit estrany. Escrit per Rod Ash i Mark Curtiss. Dirigida per Lamont Johnson. |                      |                                                |                       |                         |               |
| 7 | 5                    | «Little Red Riding Hood La Caputxeta vermella» | La Caputxeta vermella | 10 de novembre de 1983  | 205           |
| Una jove sobreprotegida anomenada Mary s'assabenta que el consell dels seus pares té mèrits de seguir el camí i no parlar amb desconeguts. Protagonitzada per Mary Steenburgen com Mary (La Caputxeta Vermella), Malcolm McDowell com Reginald Von Lupin (el llop), Frances Bay com a Granny, John Vernon com el pare de Mary, Diane Ladd com la mare de Mary i Darrell Larson com a Chris. Escrit per Rod Ash i Mark Curtiss. Dirigida per Graeme Clifford. |                      |                                                |                       |                         |               |
| 8 | 6                    | «Hansel and Gretel Hansel i Gretel »           | Hansel i Gretel       | 5 de desembre de 1983   | 206           |
| Un nen anomenat Hansel i la seva germana anomenada Gretel que es deixen a valer-se sols al bosc i es troben amb una curiosa casa feta amb caramels que pertany a una bruixa malvada. Protagonitzada per Ricky Schroder com a Hansel, Bridgette Andersen com a Gretel, Joan Collins com a bruixa i madrastra, i Paul Dooley com a pare de Hansel i Gretel. Escrit per Patricia Resnick. Dirigida per James Frawley. |                      |                                                |                       |                         |               |

### Tercera Temporada (1984)
| Núm. total | Núm. de la temporada | Títol | Based on                      | Data d'emissió original | Codi de prod. |
| --- | -------------------- | --- | ----------------------------- | ----------------------- | ------------- |
| 9 | 1                    | «Goldilocks and the Three Bears Rínxols d'or i els tres ossos »                                               | Rínxols d'or i els tres ossos | 9 de gener de 1984      | 301           |
| Ricitos d'or una noia precoç amb una inclinació per explicar contes, aprèn el valor de l'honestedat... i de respectar la privadesa dels altres. Protagonitzat per Tatum O'Neal com a Goldilocks, Hoyt Axton com a Forest Ranger, John Lithgow com a pare de Goldilocks, Carole King com a mare de Goldilocks, Alex Karras com a Papa Bear, Brandis Kemp com a Mama Bear i Donovan Scott com a Cubby Bear. Escrit per Rod Ash i Mark Curtiss. Dirigida per Gilbert Cates. |                      | |                               |                         |               |
| 10 | 2                    | «The Princess and the Pea La princesa i el pèsol »                                                            | La princesa i el pèsol        | 16 d'abril de 1984      | 302           |
| Un príncep avorrit decideix que la millor manera d'animar-se és casar-se. Mentre repassa la llista de princeses elegibles de la seva mare, una jove candidata oberta apareix al castell amb reivindicacions estridentes. Protagonitzada per Liza Minnelli com la princesa Alecia, Tom Conti com el príncep Ricard, Beatrice Straight com la reina Verónica, Pat McCormick com el rei Fredrico, Tim Kazurinsky com el boig i Nancy Allen com la princesa Isabel. Escrit per Rod Ash i Mark Curtiss. Dirigida per Tony Bill. |                      | |                               |                         |               |
| 11 | 3                    | «Pinocchio Pinotxo »                                                                                          | Pinotxo                       | 14 de maig de 1984      | 303           |
| Quan el solitari titellaire Gepetto desitja amb totes les seves forces tenir un fill real, la Fada Blava li concedeix a ell i a un titella de fusta anomenat Pinotxo l'oportunitat de fer realitat aquest desig. Amb Paul Reubens com a Pinotxo, Carl Reiner com a Gepetto, Lainie Kazan com a Sofia la fada blava, James Coburn com a gitana, Jim Belushi com a Mario, Michael Richards com a Vince i Vincent Schiavelli com a sacerdot. Narrat per Don Novello. Escrit per Rod Ash i Mark Curtiss. Dirigida per Peter Medak. Nota : Aquesta producció representa El peix cadell terrible com una orca enorme . |                      | |                               |                         |               |
| 12 | 4                    | «Thumbelina»                                                                                                  | Thumbelina                    | 11 de juny de 1984      | 304           |
| Thumbelina, una noia de la mida d'un polze humà, s'embarca en una gran aventura al gran món. Protagonitzada per Carrie Fisher com a Thumbelina, William Katt com el príncep de les flors, Burgess Meredith com el Sr. Mortimer Mole, Donovan Scott com Herman Toad i Conchata Ferrell com la mare de Thumbelina. Narrat per David Hemmings. Escrit per Maryedith Burrell. Dirigida per Michael Lindsay-Hogg. |                      | |                               |                         |               |
| 13 | 5                    | «Snow White and the Seven Dwarves La Blancaneus i els set nans »                                              | Blancaneus i els set nans     | 16 de juliol de 1984    | 305           |
| Una bella jove princesa anomenada Blancaneus es veu obligada a fugir per salvar la seva vida, quan el seu "crim" de ser simplement la més bella del regne desperta la gelosia a la malvada reina... que també és la madrastra de la noia. Protagonitzada per Elizabeth McGovern com a Blancaneus; Vanessa Redgrave com la Reina Malvada; Vincent Price com el mirall màgic; Lou Carry, Tony Cox, Billy Curtis, Phil Fondacaro, Daniel Frishman, Peter Risch i Kevin Thompson com els nans; i Rex Smith com el príncep. Escrit per Robert C. Jones. Dirigida per Peter Medak. NOTA: Es revela (encara que mai es mostra) en aquesta versió de la història que, quan era petita, el passatemps preferit de Blancaneus era (en secret) anar a nedar al fossat del castell de la seva madrastra. |                      | |                               |                         |               |
| 14 | 6                    | «Beauty and the Beast La Bella i la Bèstia »                                                                  | La Bella i la Bèstia          | 13 d'agost de 1984      | 306           |
| La bella filla petita d'un comerciant, anomenada simplement Bella, sacrifica la seva llibertat per salvar el seu pare quan un "monstre" el pren captiu... que també resulta ser un príncep maleït. Protagonitzada per Susan Sarandon com la Bella, Klaus Kinski com la Bèstia, Stephen Elliott com el Pare de la Bellesa i Nancy Lenehan i Anjelica Huston com les germanes de Bella. Escrit per Robert C. Jones. Dirigida per Roger Vadim. |                      | |                               |                         |               |
| 15 | 7                    | «The Boy Who Left Home to Find Out About the Shivers El noi que va marxar de casa per esbrinar els calfreds » | En Pere sense por             | 17 de setembre de 1984  | 307           |
| Un nen que no sap què és la por surt al món amb l'esperança d'aprendre per si mateix què significa tenir por. Protagonitzat per Peter MacNicol com a Martin, Dana Hill com la princesa Amanda, Christopher Lee com el rei Vladimir V, David Warner com Zandor l'hostaler, Jack Riley com el diaca i Frank Zappa com Atilla. Narrat per Vincent Price. Escrit per Bruce Franklin Singer. Dirigida per Graeme Clifford. |                      | |                               |                         |               |

### Quarta Temporada (1985)
| Núm. total | Núm. de la temporada | Títol                                                     | Based on                     | Data d'emissió original | Codi de prod. |
| --- | -------------------- | --------------------------------------------------------- | ---------------------------- | ----------------------- | ------------- |
| 16 | 1                    | «The Three Little Pigs Els tres porquets »                | Els tres porquets            | 12 de febrer de 1985    | 401           |
| La mare de tres porquets envia els seus fills al món per trobar la seva fortuna a la seva manera individual i la dona de The Big Bad Wolf l'envia a sopar. Protagonitzada per Billy Crystal com a Larry Pig, Jeff Goldblum com a Buck Wolf, Valerie Perrine com a Tina, Doris Roberts com a Mother Pig, Fred Willard com a Paul Pig i Stephen Furst com a Peter Pig. Escrit per Rod Ash i Mark Curtiss i dirigit per Howard Storm. |                      |                                                           |                              |                         |               |
| 17 | 2                    | «The Snow Queen La reina de les neus »                    | La reina de les neus         | 11 de març de 1985      | 402           |
| Una noia anomenada Gerda comença un perillós viatge per rescatar la seva millor amiga, Kay, després que sigui pres per la llegendària reina de les neus. Protagonitzada per Melissa Gilbert com a Gerda, Lance Kerwin com a Kay, Lee Remick com a reina de les neus, Lauren Hutton com a dama de l'estiu, Linda Manz com a noia lladre i David Hemmings com a veu del ren. Narrat per Shelley Duvall. Escrit per Maryedith Burrell. Dirigida per Peter Medak. |                      |                                                           |                              |                         |               |
| 18 | 3                    | «The Pied Piper of Hamelin El flautista d'Hamelín »       | El flautista d'Hamelín       | 5 d'abril de 1985       | 403           |
| Explicat íntegrament al poema original com un conte per anar a dormir a un nen l'any 1840 a Anglaterra, l'alcalde, l'Ajuntament i tota la ciutat alemanya de Hamelin l'any 1376 s'assabenta del gran preu de tornar a la seva promesa al màgic Flautista que va ajudar a eliminar les rates del seu poble. Protagonitzada i narrada per Eric Idle. Escrit i dirigit per Nicholas Meyer. |                      |                                                           |                              |                         |               |
| 19 | 4                    | «Faerie Tale Theatre: Greatest Moments»                   | N/A                          | 17 de juliol de 1985    | 404           |
| Episodi de reunió, amb entrevistes amb el repartiment/equip, sketches amb guió i resums. (Nota: s'ha produït l'episodi final, però no l'últim a l'emissió) |                      |                                                           |                              |                         |               |
| 20 | 5                    | «Cinderella Ventafocs»                                    | Ventafocs                    | 14 d'agost de 1985      | 405           |
| Una bella i jove nena anomenada Ventafocs que es recupera de les dues morts del seu pare i la seva mare es veu reduïda a una criada a la seva malvada madrastra i les seves dues malvades germanastres, la casa de la seva nova madrastra, però es veu amb la sorpresa de la seva vida quan la seva fada la padrina sembla donar un cop de mà. Protagonitzada per Jennifer Beals com la Ventafocs, Matthew Broderick com el príncep Enric, Jean Stapleton com la fada padrina, Eve Arden com la madrastra, James Noble com el rei Rupert III i Edie McClurg i Jane Alden com les germanastres. Narrat per Joseph Maher. Escrit per Rod Ash i Mark Curtiss. Dirigida per Mark Cullingham. |                      |                                                           |                              |                         |               |
| 21 | 6                    | «Puss in Boots El gat amb botes »                         | El gat amb botes             | 9 de setembre de 1985   | 406           |
| Un jove i fill d'un moliner de vent, viatja de draps a riqueses gràcies al seu talentós gat parlant, el Gat amb Botes. Protagonitzat per Ben Vereen com el gat, Gregory Hines com Edgar, Alfre Woodard com la princesa Lovinia, George Kirby com el rei fortuït i Brock Peters com l'ogre. Narrat per Shelley Duvall. Escrit per Jules Feiffer. Dirigida per Robert Iscove. |                      |                                                           |                              |                         |               |
| 22 | 7                    | «The Emperor's New Clothes El vestit nou de l'emperador » | El vestit nou de l'emperador | 5 d'octubre de 1985     | 407           |
| Un emperador a l'Europa del segle xviii amb tendències de paó es converteix en l'objectiu de dos estafadors que fan servir la seva autoindulgència contra ell. Protagonitzat per Dick Shawn com l'emperador, Alan Arkin com Bo, Art Carney com Morty, Clive Revill com el primer ministre, Georgia Brown com Maggie i Barrie Ingham com el ministre de Finances. Narrat per Timothy Dalton. Escrit per Rod Ash i Mark Curtiss. Dirigida per Peter Medak. |                      |                                                           |                              |                         |               |

### Cinquena Temporada (1986)
| Núm. total | Núm. de la temporada | Títol                                                                    | Basat en                           | Data d'emissió original | Codi de prod. |
| --- | -------------------- | ------------------------------------------------------------------------ | ---------------------------------- | ----------------------- | ------------- |
| 23 | 1                    | «Aladdin Aladí »                                                         | Aladí i la llàntia meravellosa     | 14 de juliol de 1986    | 501           |
| Un noi comú que es diu Aladí té grans somnis, que es fan realitat quan un mag marroquí li presenta una oferta que no pot rebutjar. Protagonitzada per Robert Carradine com Aladí, James Earl Jones com el geni de la llàntia i el geni de l'anell, Leonard Nimoy com el malvat mag marroquí, Valerie Bertinelli com la princesa Sabrina, Joseph Maher com el sultà, Rae Allen com la mare d'Aladí i Ray Sharkey com el Gran Visir. Escrit per Rod Ash i Mark Curtiss. Dirigida per Tim Burton. |                      |                                                                          |                                    |                         |               |
| 24 | 2                    | «The Princess Who Had Never Laughed La princesa que mai no havia rigut » | La princesa que mai no havia rigut | 11 d'agost de 1986      | 502           |
| En un regne on tota frivolitat està prohibida, una princesa que ha crescut sense saber mai què és el riure decideix que es casarà amb el primer home que pugui fer-la riure, però es necessita el fill petit d'un camperol i el seu porc per treure el riure-li i la veritat. Protagonitzada per Ellen Barkin com a princesa Henrietta, Howie Mandel com Wienerhead Waldo, Howard Hesseman com el rei, Sofia Coppola com a Gwendolyn (acreditada com a Domino Coppola), Michael Tucci com a Lionel, Jackie Vernon com a Phlegmatic Jack i Barrie Ingham com a tutor. Narrat per William Daniels. Escrit per David Felton. Dirigida per Mark Cullingham. |                      |                                                                          |                                    |                         |               |

### Sisena Temporada (1987)
| Núm. total | Núm. de la temporada | Títol                                              | Basat en             | Data d'emissió original | Codi de prod. |
| --- | -------------------- | -------------------------------------------------- | -------------------- | ----------------------- | ------------- |
| 25 | 1                    | «Rip Van Winkle»                                   | Rip Van Winkle       | 23 de març de 1987      | 601           |
| La història d'un home mandrós que dorm durant vint anys després d'haver vagar per les muntanyes i jugar a les boles amb homes inusuals. Protagonitzat per Harry Dean Stanton com Rip van Winkle, Talia Shire com Wilma van Winkle, Roy Dotrice com Peter Vanderdonk, Ed Begley Jr. com Broom Dutcher, Christopher Penn com Will Tussenbrook, Tim Conway com a candidat a l'alcaldia i John P. Ryan com Hendrick Hudson. Escrit per Rod Ash i Mark Curtiss. Dirigida per Francis Ford Coppola. |                      |                                                    |                      |                         |               |
| 26 | 2                    | «The Little Mermaid »                              | La Sireneta          | 6 d'abril de 1987       | 602           |
| Una jove i bella sirena anomenada Pearl s'enamora d'un ésser humà que és un príncep humà anomenat Andrew i ho sacrifica tot per estar amb ell. Protagonitzada per Pam Dawber com a Pearl, Treat Williams com el príncep Andrew, Helen Mirren com la princesa Emilia, Karen Black com la bruixa del mar, Brian Dennehy com el rei Neptú i Laraine Newman i Donna McKechnie com les germanes de Pearl. Escrit per Anne Beatts. Dirigida per Robert Iscove. |                      |                                                    |                      |                         |               |
| 27 | 3                    | «The Dancing Princesses Les princeses ballarines » | Les sabates màgiques | 14 de novembre de 1987  | 603           |
| Es va ambientar en un país fictici durant les guerres napoleòniques, un rei vidu que és massa protector amb les seves sis filles descobreix que les seves sabates de ball s'estan gastant misteriosament cada nit i s'ofereix a deixar que qualsevol príncep que pugui resoldre el misteri escolli qualsevol de les sis princeses per a la seva núvia, però quan l'enginy de la filla gran resulta massa per als prínceps, correspon a un soldat errant descobrir el secret. Protagonitzada per Lesley Ann Warren com la princesa Jeanetta, Peter Weller com el soldat, Roy Dotrice com el rei, Zelda Rubinstein com la vella, Ian Abercrombie com el sabater reial i Max Wright com el príncep Heinrick. Escrit per Maryedith Burrell. Dirigida per Peter Medak. |                      |                                                    |                      |                         |               |

## Mitjans domèstics
Faerie Tale Theatre es va estrenar en VHS, Betamax, CED, i Laserdisc entre els anys vuitanta i mitjan els noranta, inicialment per CBS/FOX Video (que també estava a Austràlia), seguit de Playhouse Video (un segell ampliat sota CBS/FOX), i més tard Razz Ma Tazz Entertainment/Cabin Fever Entertainment. Mentre estava al Regne Unit, va ser llançat per MGM-UA Home Video.
Starmaker II va tenir els drets de la sèrie del 2004 al 2006, i al principi va publicar 26 episodis com a DVD individuals. Això va ser seguit per una caixa de 4 discs a doble cara i després una caixa de 6 discs, cada versió conté els mateixos 26 episodis. L'episodi "Greatest Moments" no es va incloure en aquest llançament.
Després de 2006, Koch Vision va tenir els drets de distribució de la sèrie, i el novembre de 2006 va llicenciar els drets a tot el món (excepte els DVD a Amèrica del Nord) a la companyia britànica 3DD Entertainment. El 2 de setembre de 2008, Koch Vision va llançar una nova caixa de 7 discs remasteritzada, inclòs l'episodi perdut "Greatest Moments". El 2009, Koch Vision va publicar els episodis per tema en sis Recopilacions de DVD: Tales from the Brothers Grimm ("Hansel i Gretel", "Rapunzel", "Rumpelstiltskin" i "La Caputxeta Vermella"), Funny Tales ("El conte del príncep granota", "Pinotxo", "El Tres porquets" i "("La roba nova de l'emperador", "El rossinyol", "La reina de les neus" i "Plezelina"), Princess Tales ("La Ventafocs", "La sireneta", "Les princeses ballarines" i "La princesa i el pèsol"), Contes màgics ("Aladdin i la seva llàntia meravellosa", "La bella i la bèstia", "El gat amb botes" i "Blancaneus i els set nans") i Contes d'hora d'anar a dormir (" Jack i la mongeta", "La bella dorment", "Rip Van Winkle" i "Rits d'or i els tres óssos").

## Premis
Faerie Tale Theatre va guanyar un Peabody Award, un TCA Award, i un Golden CableACE Award. Més tard es va emetre com a reposicions editades a Disney Channel així com en sindicació a diverses estacions de televisió, incloent PBS i BookTelevision.